# Liste der Nummer-eins-Hits in den Hot Dance Airplay Charts (2005)
| Singles |
| --- |
| - Lasgo – Surrender - 1 Woche (1. Januar – 7. Januar, insgesamt 5 Wochen) - Dirty Vegas – Walk in to the Sun - 1 Woche (8. Januar – 14. Januar) - Lasgo – Surrender - 1 Woche (15. Januar – 21. Januar, insgesamt 5 Wochen) - Destiny’s Child – Lose My Breath - 3 Wochen (22. Januar – 18. Februar, insgesamt 6 Wochen) - David Morales with Lea-Lorien – How Would You Feel - 1 Woche (19. Februar – 25. Februar) - Ciara feat. Missy Elliott – 1, 2 Step - 1 Woche (27. Februar – 4. März, insgesamt 3 Wochen) - Jonathan Peters presents Sylver Logan Sharp – All This Time - 2 Wochen (5. März – 18. März, insgesamt 4 Wochen) - Ciara feat. Missy Elliott – 1, 2 Step - 1 Woche (19. März – 25. März, insgesamt 3 Wochen) - Jonathan Peters presents Sylver Logan Sharp – All This Time - 2 Wochen (26. März – 8. April, insgesamt 4 Wochen) - Ciara feat. Missy Elliott – 1, 2 Step - 1 Woche (9. April – 15. April, insgesamt 3 Wochen) - Kelly Clarkson – Since U Been Gone - 6 Wochen (16. April – 27. Mai) - Kelly Osbourne – One Word - 6 Wochen (28. Mai – 8. Juli) - DHT – Listen to Your Heart - 4 Wochen (9. Juli – 5. August) - The Pussycat Dolls feat. Busta Rhymes – Don’t Cha - 2 Wochen (6. August – 19. August, insgesamt 6 Wochen) - Mariah Carey – We Belong Together - 2 Wochen (20. August – 2. September) - The Pussycat Dolls feat. Busta Rhymes – Don’t Cha - 4 Wochen (3. September – 30. September, insgesamt 6 Wochen) - Natasha Bedingfield – These Words - 1 Woche (1. Oktober – 7. Oktober) - Rihanna – Pon de Replay - 1 Woche (8. Oktober – 14. Oktober) - Lucas Prata – And She Said... - 4 Wochen (15. Oktober – 11. November) - Madonna – Hung Up - 9 Wochen (12. November – 6. Januar 2006) |